# Saint-Savin, Hautes-Pyrénées

Saint-Savin este o comună în departamentul Hautes-Pyrénées din sudul Franței. În 2009 avea o populație de 372 de locuitori.

## Evoluția populației
| An        | 1975 | 1982 | 1990 | 1999 | 2006 | 2009 |
| --------- | ---- | ---- | ---- | ---- | ---- | ---- |
| Populație | 327  | 316  | 331  | 353  | 377  | 372  |